# Wolfsbrunnen (München)
Der Wolfsbrunnen (auch: Rotkäppchenbrunnen) ist eine Brunnenanlage im Zentrum der bayerischen Landeshauptstadt München. Er wurde 1904 von den Bildhauern Heinrich Düll und Georg Pezold geschaffen. Auftraggeber waren Adolf und Apollonia Wolf, die damit ihren Namen im Stadtbild verewigten.
In einem Becken aus Treuchtlinger Marmor steht eine Säule, die eine aus Erz gegossene Darstellung von Rotkäppchen und dem Wolf trägt. Am Fuß der Säule sind vier Wolfsköpfe als Wasserspeier eingelassen. Die Erzarbeiten stammen von C. Leyrer. Der Brunnen ist mit Jugendstil-Ornamenten dekoriert.

„Wolfs-Brunnen – gestiftet im Jahre 1904 – von Großhändler Adolf Wolf – u. seiner Ehefrau Apollonia geb. Hochreiter“